# Mon Homme
Mon Homme è un brano musicale francese degli anni dieci, composto da Maurice Yvain (musiche), Albert Willemetz e Jacques Charles, e interpretato nel 1916 da Mistinguett.
Nel 1921 il brano fu registrato da Fanny Brice con il titolo My Man, il cui testo inglese fu scritto da Channing Pollock.

## Versioni in inglese

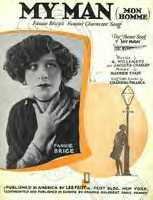
Fanny Brice nella copertina dello spartito nella versione in inglese del 1921

La versione ballad della Brice venne rivisitata in chiave jazz/blues da Billie Holiday, con riscontro di pubblico.
Negli anni quaranta Édith Piaf incise una sua interpretazione dell'originale francese.
Nel 1965, la canzone fu riproposta da Barbra Streisand, che interpretava a teatro il ruolo di Fanny Brice nel musical Funny Girl; la sua versione venne proposta nell'album My Name Is Barbra e nel finale della versione cinematografica del musical.
Diana Ross interpretò il pezzo nell'ultimo concerto a fianco delle Supremes, il 14 gennaio 1970, confluito nell'album live Farewell; la Ross adottò l'arrangiamento di Billie Holliday per l'occasione. Nel 1972 la cantante fece una nuova incisione per la colonna sonora del film La signora del blues, in cui interpretava la Holliday.
Whitney Houston interpretó il brano in un medley con All the Man That I Need ai Billboard Music Awards del 1991, dandole un approccio jazz-pop, in questo brano adottò l'arrangiamento di Barbra Streisand. La Houston ha anche eseguito il brano come parte della sua scaletta durante il suo tour I'm Your Baby Tonight World Tour. 
In occasione della manifestazione MusiCares 2011, in cui Barbra Streisand veniva premiata come "Persona dell'anno", l'attrice Lea Michele cantò My Man, per poi registrare la sua versione per la colonna sonora della seconda stagione del telefilm Glee.